# Elisabetta Tëmkina
Elisabetta Tëmkina, nota anche col patronimico di Grigor'evna (russo: Елизавета Григорьевна Тёмкина, Elizaveta Grigor'evna Tëmkina; Mosca, 24 luglio 1775 – Mezhyhirya, 6 giugno 1854), è stata una nobildonna russa, nota per essere la presunta figlia illegittima dell'imperatrice Caterina II di Russia e del suo amante Grigorij Aleksandrovič Potëmkin.

## Biografia
Elisabetta comparve neonata in casa Potëmkin nel 1775. La neonata fu subito ritenuta la figlia illegittima del capofamiglia, Grigorij Aleksandrovič Potëmkin, e di Caterina II, imperatrice di Russia, con cui si diceva che Potëmkin avesse una relazione e addirittura che avessero contratto un matrimonio segreto; di conseguenza alla neonata fu dato nome Elisabetta Grigor'evna Tëmkina, col cognome derivato dal troncamento di "Potëmkin", com'era uso in Russia per i bambini illegittimi. Il matrimonio, e ancora più la parentela di Elisabetta, soprattutto la sua maternità, non sono provati storicamente e sono contestati da numerosi storici moderni, soprattutto perché Caterina non la riconobbe né si occupò di lei in altro modo, a differenza di quanto fece per il suo altro figlio illegittimo, Aleksej Bobrinskij, ma anche a causa della sua età avanzata, quarantacinque anni, al momento della nascita della bambina. 
Poco dopo la nascita, Elisabetta fu affidata alla famiglia Samojlov, sotto la tutela di Aleksandr Nikolaevič Samojlov, un nipote di Potëmkin, nato da sua sorella Maria, il che suggerisce che fosse, malgrado le ambiguità delle sue parentele, effettivamente figlia di un Potëmkin. A partire dal 1780 fu istruita da Ivan Filippovič Beck, medico dei nipoti di Caterina, per poi completare la sua istruzione in collegio. Uscita da lì, il 10 aprile 1794 le venne donata la tenuta di Mežyhir"ja, vicino a Kiev, e ampie terre nel circondario. 
Il 4 giugno 1794, sposò Ivan Christoforovič Kalageorgi, secondo maggiore e figlio di un ricco greco, Cristoforo Kalageorgi, che era stato insegnante di greco di Costantino, figlio di Paolo I, nel periodo in cui si progettava di ripristinare il trono bizantino, su cui avrebbe seduto proprio Costantino. Il piano non si concretizzò mai, ma i Kalageorgi rimasero in Russia, dove prosperarono, raggiungendo la carica di governatore di Cherson e Ekaterinoslav. Elisabetta e Ivan ebbero dieci figli, da cui discende il critico letterario e linguista Dmitrij Ovsjaniko-Kulikovskij.
Nel 1797, Alexander Samoilov commissionò a Vladimir Borovikovskij un ritratto di Elisabetta come dono di nozze, che nel 1880 uno dei suoi figli, Costantino, cercò di vendere senza successo. Solo nel 1927, la vedova e il figlio di Costantino riuscirono a venderlo a un collezionista di Mosca, Ivan Evmenevič Cvetkov, che nel 1925 lo donò alla Galleria statale Tret'jakov, dov'è tuttora esposto. Dal ritratto fu tratta anche una miniatura che vedeva Elisabetta nelle vesti di Diana. 
La coppia visse a Mežyhir"ja, dove Elisabetta fu alternativamente descritta come viziata e "fuori controllo" e come una donna modesta e dedita ai figli. 
Elisabetta morì il 6 giugno 1854, a settantotto anni.

## Discendenza

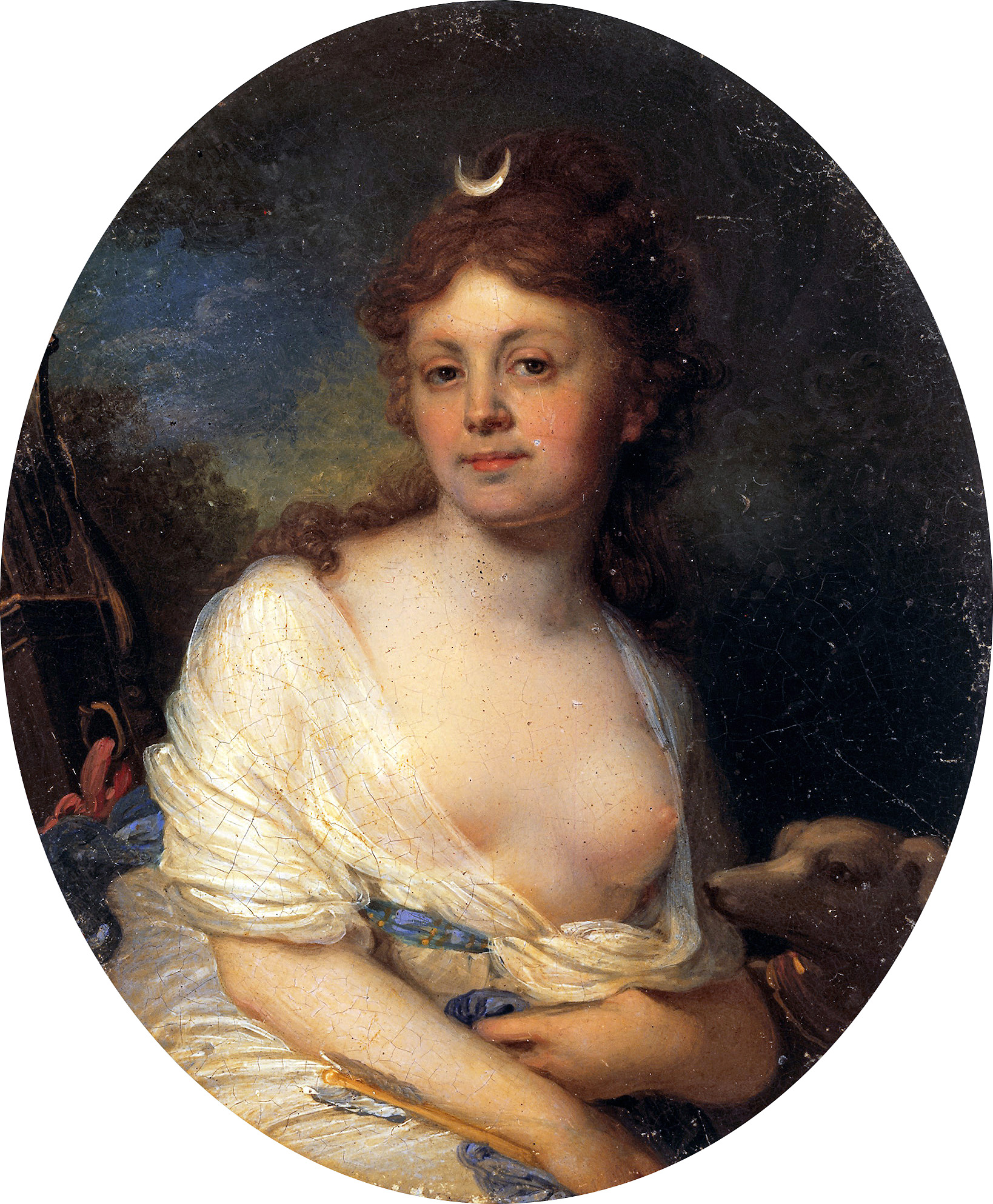
Miniatura di Elisabetta come Diana

Dal suo matrimonio, ebbe dieci figli:
- Varvara Ivanovna Kalageorgia (nata nel 1795);
- Caterina Ivanovna Kalageorgia (nata nel 1798);
- Alessandro Ivanovič Kalageorgi (nato nel 1799);
- Gregorio Ivanovič Kalageorgi;
- Nadežda Ivanovna Kalageorgia (nata nel 1809);
- Vera Ivanovna Kalageorgia (nata nel 1810);
- Costantino Ivanovič Kalageorgi (nato nel 1813/1814);
- Nicola Ivanovič Kalageorgi (nato nel 1816);
- Sofia Ivanovna Kalageorgia;
- Anastasia Ivanovna Kalageorgia.